# Bức xạ từ điện thoại di động
Ảnh hưởng bức xạ điện thoại di động đối với sức khỏe con người là chủ đề nghiên cứu và mối quan tâm gần đây, do có sự gia tăng rất lớn trong việc sử dụng điện thoại di động trên phạm vi toàn thế giới (tính đến tháng 6 năm 2009, đã có hơn 4,3 tỷ người sử dụng trên toàn thế giới). Điện thoại di động sử dụng bức xạ điện từ trong phạm vi vi sóng, có một số nguồn tin cho rằng có thể có hại cho sức khỏe con người. Các hệ thống kỹ thuật số không dây, như mạng lưới truyền thông dữ liệu, tạo ra bức xạ tương tự.
Tổ chức Y tế Thế giới (WHO) đưa ra báo cáo vào 31 tháng 5 năm 2011 phân loại bức xạ điện thoại di động là "có thể gây ung thư cho con người" (Nhóm 2B trên quy mô IARC). Nó đã được phân loại là như vậy sau khi một nhóm các nhà khoa học xem xét các nghiên cứu toàn diện về an toàn điện thoại di động 
Một nghiên cứu sử dụng qua điện thoại di động được trích dẫn trong báo cáo cho thấy một "40% tăng nguy cơ u thần kinh đệm trong các thể loại cao nhất của người sử dụng nặng (báo cáo trung bình: 30 phút mỗi ngày trong khoảng thời gian 10-năm) ".
Đây là một kết luận trái với kết luận trước đây khi người ta cho rằng điện thoại di động hoặc trạm phát sóng điện thoại di động không có khả năng gây ung thư và rằng các đánh giá đã không tìm thấy bằng chứng thuyết phục các tác động khác đối với sức khỏe.